# Jean-Paul Hammann
Jean-Paul Hammann, né le 3 octobre 1925 à Strasbourg et mort le 10 juin 2024 à Ittenheim, est un homme politique français.

## Biographie
Exploitant agricole, il s'installe à Ittenheim en 1951. 
Syndicaliste agricole au sein de la FNSEA, il est vice-président de la FDSEA du Bas-Rhin de 1960 à 1972 puis président de 1973 à 1974. La même année, il devient président de la chambre d'agriculture du Bas-Rhin puis de la chambre régionale d'agriculture d'Alsace à partir de 1983. Il dirige ces deux organismes jusqu'en 1989.
Parallèlement à ses activités professionnelles et syndicales, il entre au conseil municipal d'Ittenheim en 1953 sous le deuxième mandat de Michel Kauffmann. Puis, en 1971, il est désigné premier adjoint. Six ans plus tard, il est élu maire de la commune et vice-président du SIVOM Ackerland.
Suppléant du sénateur Daniel Hoeffel, il remplace ce dernier à partir du 7 mai 1978 suite à son entrée au gouvernement Barre III. À la fin des fonctions ministérielles de celui-ci, il quitte son siège à la chambre haute en 1981.
Réélu premier édile en mars 1983, il est candidat sur la liste UDF-RPR « Union pour l'Alsace » conduite par Marcel Rudloff lors des élections régionales de 1986 et fait partie des 27 élus. Il effectue une seule mandature.
En 1989, il est reconduit pour un troisième et dernier mandat municipal et en 1993, il remplace une nouvelle fois Daniel Hoeffel nommé ministre délégué dans le gouvernement Balladur. Il reste au palais du Luxembourg jusqu'en 1995, année où il met fin à sa carrière politique.

## Détail des fonctions et des mandats

### Mandats locaux
- mai 1953 - mars 1959 : Conseiller municipal d'Ittenheim
- mars 1959 - mars 1965 : Conseiller municipal d'Ittenheim
- mars 1965 - mars 1971 : Conseiller municipal d'Ittenheim
- mars 1971 - mars 1977 : Premier adjoint au maire d'Ittenheim
- mars 1977 - mars 1983 : Maire d'Ittenheim
- mars 1983 - mars 1989 : Maire d'Ittenheim
- mars 1986 - mars 1992 : Conseiller régional d'Alsace
- mars 1989 - juin 1995 : Maire d'Ittenheim

### Mandats parlementaires
- 7 mai 1978 - 28 juillet 1981 : Sénateur du Bas-Rhin
- 1er mai 1993 - 24 septembre 1995 : Sénateur du Bas-Rhin